# Jason de Jong
Jason Nicolas Maria Dantes de Jong (Breda, 28 febbraio 1990) è un ex calciatore olandese naturalizzato filippino, di ruolo centrocampista.

## Biografia
Jason de Jong è nato a Breda da padre olandese e madre filippina.

## Carriera

### Club
Prodotto delle giovanili del NAC Breda, passa tra i professionisti nel 2009 quando è ingaggiato dal Turnhout. Tra il 2010 e il 2012 veste le maglie di Veendam, Balikpapan e Dordrecht, rimanendo però relegato in panchina.
Alla ricerca di continuità di gioco per poter mantenere il proprio posto in nazionale, nel 2012 si trasferisce nella United Football League filippina per giocare nello Stallion. Dopo un anno passa in prestito al Global, che decide di riscattarlo all'inizio della stagione 2014.
L'11 gennaio 2015 firma per il Bornem, club della terza divisione belga per il quale non scende mai in campo, prima di fare ritorno al Global. Il 21 ottobre 2015 è acquistato dal Loyola M.S., dove accumula 14 presenze e 4 gol. Nel gennaio 2017 passa al United City.

### Nazionale
È selezionato come vice capitano dell'under-23 filippina in occasione dei XXVI Giochi del Sud-est asiatico. Il suo esordio avviene nella partita di apertura contro il Vietnam, poi vittorioso per 3-0. Una serie di risultati negativi culminano nell'abbandono a sorpresa del capitano Hartmann, e de Jong è chiamato immediatamente a prenderne il posto come leader della squadra, con Ott a fargli da vice.
Nel 2008 riceve la sua prima convocazione da parte dell'under-18 olandese, alla quale però rinuncia, dichiarando di non volersi precludere la possibilità di vestire la maglia della nazionale filippina. Una volta scoperto dalla federazione calcistica delle Filippine, viene convocato dal CT della nazionale Juan Cutillas per le qualificazioni all'AFF Suzuki Cup 2008.
Compie il suo debutto per le Filippine il 17 ottobre 2008, all'età di diciotto anni, nella vittoria per 1-0 contro il Timor-Leste. Il giocatore conquista subito la fiducia di Cutillas ed è impiegato in pianta stabile nelle successive partite di qualificazione.
Nell'ottobre 2014, in vista della Coppa Suzuki AFF 2014, annuncia a sorpresa il suo ritiro dalla nazionale, dichiarando di aver perso la passione nel rappresentare i colori delle Filippine.